# 玻璃丽蛛
玻璃丽蛛（学名：Chrysso vitra）为球蛛科丽蛛属的动物。在中国大陆，分布于福建等地，多生活于灌木林中以及在树叶下结不规则的网。该物种的模式产地在福建崇安。